# Tour de France 1908
Il Tour de France 1908, sesta edizione della Grande Boucle, si svolse in quattordici tappe tra il 13 luglio e il 9 agosto 1908, per un percorso totale di 4 488 km. Fu vinto, per la seconda ed ultima volta, dal francese Lucien Petit-Breton con 36 punti, davanti al lussemburghese François Faber (per la prima volta sul podio del Tour in qualità di secondo classificato) e al connazionale Georges Passerieu (per la seconda e ultima volta sul podio di Parigi come terzo classificato, dopo la seconda posizione ottenuta due anni prima).
Petit-Breton, quinto francese vincente al Tour, fu il primo corridore della storia ad aggiudicarsi per due volte la Grande Boucle, ed il primo a vincerla due volte consecutive. Per lui questo fu il secondo ed ultimo podio della carriera nella corsa a tappe francese.
Per la sesta volta, su sei Tour organizzati, si aggiudicò la competizione un corridore francese, ma per la seconda volta il podio non fu del tutto del paese organizzatore, infatti Faber fu il secondo corridore di nazionalità non francese a salire sul podio di Parigi, prima di lui nell'edizione del 1904 c'era stato il belga Aloïs Catteau.

## Tappe
| Tappa  | Data      | Percorso           | km    | Vincitore di tappa       | Leader cl. generale |
| ------ | --------- | ------------------ | ----- | ------------------------ | ------------------- |
| 1ª     | 13 luglio | Parigi > Roubaix   | 272   | Georges Passerieu        | Georges Passerieu   |
| 2ª     | 15 luglio | Roubaix > Metz     | 398   | Lucien Petit-Breton      | Lucien Petit-Breton |
| 3ª     | 17 luglio | Metz > Belfort     | 259   | François Faber           | Lucien Petit-Breton |
| 4ª     | 19 luglio | Belfort > Lione    | 309   | François Faber           | Lucien Petit-Breton |
| 5ª     | 21 luglio | Lione > Grenoble   | 311   | Georges Passerieu        | Lucien Petit-Breton |
| 6ª     | 23 luglio | Grenoble > Nizza   | 345   | Jean-Baptiste Dortignacq | Lucien Petit-Breton |
| 7ª     | 25 luglio | Nizza > Nîmes      | 345   | Lucien Petit-Breton      | Lucien Petit-Breton |
| 8ª     | 27 luglio | Nîmes > Tolosa     | 303   | François Faber           | Lucien Petit-Breton |
| 9ª     | 29 luglio | Tolosa > Bayonne   | 299   | Lucien Petit-Breton      | Lucien Petit-Breton |
| 10ª    | 31 luglio | Bayonne > Bordeaux | 269   | Georges Paulmier         | Lucien Petit-Breton |
| 11ª    | 2 agosto  | Bordeaux > Nantes  | 391   | Lucien Petit-Breton      | Lucien Petit-Breton |
| 12ª    | 4 agosto  | Nantes > Brest     | 321   | François Faber           | Lucien Petit-Breton |
| 13ª    | 6 agosto  | Brest > Caen       | 415   | Georges Passerieu        | Lucien Petit-Breton |
| 14ª    | 9 agosto  | Caen > Parigi      | 251   | Lucien Petit-Breton      | Lucien Petit-Breton |
| Totale | Totale    | Totale             | 4 488 |                          |                     |

## Resoconto degli eventi
Ne 1908 fu riproposto lo stesso percorso dell'edizione precedente, con lo stesso chilometraggio. La partenza a Parigi fu spostata da Pont Bineau e Pont de la Jatte
Anche il vincitore rimase lo stesso, il francese Lucien Petit-Breton che, dopo essere giunto secondo nella prima tappa a 5 minuti da Georges Passerieu, si riscattò vincendo la seconda frazione e prendendo il comando della classifica. Da quel momento in poi consolidò il suo primato fino al termine della gara, aggiudicandosi altre quattro tappe, tra le quali quella conclusiva. In questo Tour si mise in evidenza il lussemburghese François Faber, vincitore di quattro tappe e secondo nella classifica finale, mentre Gustave Garrigou transitò per primo sul Ballon d'Alsace.
Lucien Petit-Breton – pseudonimo di Lucien Georges Mazan – bissò il successo dell'edizione precedente (1907), diventando il primo corridore a vincere due edizioni della Grande Boucle, oltre che il primo a vincerne due consecutive. Nei cinque Tour de France che seguiranno (dal 1909 al 1914), Petit-Breton si ritirerà sempre; le uniche due occasioni in cui terminò la corsa, salì sempre sul gradino più alto del podio di Parigi.
Al Tour de France 1908 parteciparono 114 corridori e 36 giunsero a Parigi. Il vincitore Petit-Breton fu anche il corridore con il maggior numero di successi parziali di tappa, cinque sulle quattordici frazioni totali. Strappò alla fine della seconda tappa la leadership della classifica generale a Georges Passerieu, per poi mantenerla fino alla fine. François Faber si aggiudicò quattro tappe, Georges Passerieu tre mentre Jean-Baptiste Dortignacq e Georges Paulmier vinsero una tappa ciascuno.
Anche in questa edizione fu forte la rivalità tra le squadre Peugeot e Alcyon, già verificatasi l'anno prima.

## Classifiche finali

### Classifica generale
| Pos. | Corridore           | Squadra      | Punti |
| ---- | ------------------- | ------------ | ----- |
| 1    | Lucien Petit-Breton | Indipendente | 36    |
| 2    | François Faber      | Indipendente | 68    |
| 3    | Georges Passerieu   | Indipendente | 75    |
| 4    | Gustave Garrigou    | Indipendente | 91    |
| 5    | Luigi Ganna         | Indipendente | 120   |
| 6    | Georges Paulmier    | Indipendente | 125   |
| 7    | Georges Fleury      | Indipendente | 134   |
| 8    | Henri Cornet        | Indipendente | 142   |
| 9    | Marcel Godivier     | Indipendente | 153   |
| 10   | Giovanni Rossignoli | Indipendente | 160   |